# Hécourt, Oise

Hécourt este o comună în departamentul Oise, Franța. În 1 ianuarie 2022 avea o populație de 149 de locuitori.